# Jekaterina Alexandrowna Derewschtschikowa
Jekaterina Alexandrowna Derewschtschikowa (russisch Екатерина Александровна Деревщикова; * 18. Mai 1926 in Moskau, RSFSR, UdSSR; † 19. Oktober 2006 ebenda) war eine sowjetische bzw. russische Film- und Theater-Schauspielerin.

## Leben und Leistungen
Derewschtschikowa entstammte einer bürgerlichen Familie, ihr Vater war Abteilungsleiter in der Genschtaba-Bibliothek. Er wurde 1934 verhaftet und starb kurz darauf an Typhus.
Ihre Filmlaufbahn begann bereits 1939 mit dem Kinderfilm Личное дело (Litschnoje delo), im darauf folgenden Jahr war sie in Alexander Rasumnys Timur und sein Trupp nach dem Roman von Arkadi Gaidar zu sehen. In der Fortsetzung Клятва Тимура (Kljatwa Timura, 1942) gab Derewschtschikowa ihre erste Hauptrolle. Sie ließ sich schnell vom Erfolg beeinflussen und trug schon in der Schule Make-up, was ihr Konflikte mit der Leitung einbrachte.
1944 besuchte sie Schauspielkurse unter der Leitung von Sergei Gerassimow.
Nach einer kleinen Rolle in Soja (1944), die aber nicht in den Credits genannt wurde, war Derewschtschikowa 1946 an der Seite von Wladimir Druschnikow in dem preisgekrönten Märchenfilm Die steinerne Blume zu sehen, der das Interesse vieler Filmemacher an ihr weckte. Im gleichen Jahr spielte sie in der Fußballkomödie Центр нападения (Zentr napadenija) jedoch bereits ihre letzte Hauptrolle vor der Kamera. Derewschtschikowa heiratete den Regisseur des Films, Igor Fedorowitsch Semgano, zog mit ihm in seine Heimatstadt Kiew und konzentrierte sich auf die Arbeit am Theater. Für 10000 мальчиков (10000 maltschikow, 1961) kehrte sie noch einmal vor die Kamera zurück, beschloss aber, ihre Filmlaufbahn danach zu beenden. In Короткие истории (Korotkije istorii, 1963) war sie noch einmal im Rahmen eines Cameos zu sehen.
In den 1960er Jahren spielte Jekaterina Derewschtschikowa am Puschkin-Theater in Moskau. Es fiel ihr jedoch zunehmend schwer, ihren Lebensunterhalt zu verdienen und so trat sie oft für einige Rubel bei jeder sich bietenden Gelegenheit auf, u. a. in Bibliotheken, Kliniken und Internaten. 1967 starb Semgano. Sergei Obraszow erwies sich in dieser Situation als Helfer und engagierte Derewschtschikowa für sein Puppentheater. Außerdem sprach sie 1970 an der Seite von Alexei Nikolajewitsch Gribow in dem Zeichentrickfilm Быль-небылица (Byl-nebyliza) die Rolle einer Pionierin.
Einige ihrer Bühnenaufführungen wurden aufgezeichnet, sodass Derewschtschikowa wieder auf der Leinwand zu sehen war, z. B. mit dem Puppenspiel Необыкновенный концерт (Neobyknowenny konzert, 1972) oder 1988 in Дон Жуан (Don Schuan), einer Interpretation des Don-Juan-Stoffes.
1999 erhielt Derewschtschikowa den Titel Verdiente Künstlerin der Russischen Föderation. Sie starb 80-jährig und wurde auf dem Donskoi-Friedhof beigesetzt.

## Privates
Derewschtschikowa war zuletzt mit dem gebürtigen Polen Petr Szczesniewski (1944–2001) verheiratet, aus erster Ehe hatte sie einen Sohn namens Fedor (1950–1985).

## Filmografie (Auswahl)
- 1941: Timur und sein Trupp (Timur u ego komanda)
- 1944: Soja
- 1946: Die steinerne Blume (Kamenny zwetok)